# Resolución 1973 del Consejo de Seguridad de las Naciones Unidas
La resolución 1973 del Consejo de Seguridad de las Naciones Unidas, aprobada el 17 de marzo de 2011, autorizó a «tomar todas las medidas necesarias» en Libia para «proteger a los civiles y a las áreas pobladas bajo amenaza de ataques», incluyendo la creación de una zona de exclusión aérea sobre el país. La resolución excluyó explícitamente la intervención terrestre en cualquier parte de Libia.
La resolución se produjo durante la rebelión que enfrentaba a tropas leales a Muamar el Gadafi y otras rebeldes que se encontraban a la defensiva en ciudades del este del país. La resolución 1973 complementó además medidas de embargo ya aprobadas en la resolución 1970 del 26 de febrero de ese mismo año. Se acordó congelar activos de, entre otros, la National Oil Corporation y del Banco Central Libio por su estrecha relación con Gadafi.
La resolución 1973 fue promovida por Francia, Reino Unido y Líbano. Tuvo diez votos favorables y cinco abstenciones: Alemania, Brasil, India, Rusia y China; estos dos últimos, países con derecho de veto en el Consejo.

## Resolución

### Preámbulo
El Consejo de Seguridad recordó la resolución 1970 del 26 de febrero, la cual, en su opinión, no había sido acatada por las autoridades libias. Expresó preocupación por el "deterioro de la situación en el país, la escalada de violencia y el elevado número de víctimas civiles". Condenó la "grave y sistemática" violación de Derechos Humanos en el país, incluyendo "detenciones arbitrarias, las desapariciones forzadas, los casos de tortura y las ejecuciones sumarias"; y condenando también "los actos de violencia e intimidación cometidos por las autoridades libias contra periodistas". A juicio del Consejo de Seguridad, dichas acciones violentas podían constiuir crímenes de lesa humanidad y se reiteró en que las autoridades libias tenían la responsabilidad de proteger a su población. Deploró el uso de mercenarios por parte de las autoridades libias y recordó que remitiría a la fiscalía de la Corte Penal Internacional la situación del país para que los responsables de ataques contra la población civil rindieran cuenta de sus actos.
El Consejo de Seguridad recordó que en la resolución 1970 se contemplaba la posibilidad de "adoptar otras medidas apropiadas, según fuera necesario, para facilitar y apoyar el regreso de los organismos humanitarios" y que el organismo tenía la determinación de "asegurar la protección de los civiles".

### Acciones
En virtud del Capítulo VII de la Carta de las Naciones Unidas, el Consejo de Seguridad exigió el establecimiento inmediato de un alto el fuego, el fin de la violencia y de los ataques contra civiles. Destacó la necesidad de "intensificar los esfuerzos por encontrar una solución a la crisis que responda a las demandas legítimas del pueblo libio". Exigió también que las autoridades libias cumplieran con sus obligaciones correspondientes derivadas del derecho internacional, incluyendo "el derecho internacional humanitario, las normas de derechos humanos y el derecho de los refugiados", instando a que tomasen todas las medidas necesarias para proteger a los civiles y satisfacer sus necesidades básicas.

#### Protección de los civiles
El Consejo de Seguridad autorizó a los Estados miembros, a título nacional o mediante la cooperación con organizaciones regionales, a "adoptar todas las medidas necesarias (...) para proteger a los civiles y las zonas pobladas por civiles que estén bajo amenaza de ataque en la Jamahiriya Árabe Libia, incluida Benghazi". Dicha decisión debía aplicarse pese a lo dispuesto en el párrafo 9 de la resolución 1970 relativo al embargo de armas a Libia. Se excluía la posibilidad del "uso de una fuerza de ocupación extranjera de cualquier clase en cualquier parte del territorio libio".

#### Zona de prohibición de vuelos
El Consejo de Seguridad decidió "establecer una prohibición de todos los vuelos en el espacio aéreo de la Jamahiriya Árabe Libia a fin de ayudar a proteger a los civiles", autorizando para ello a todos los Estados miembros, también a título nacional o mediante la cooperación con organizaciones regionales, a tomar todas las medidas necesarias para hacer cumplir la prohibición de vuelos. Dicha prohibición de vuelos excluía aquellos de índole humanitaria.

#### Cumplimiento del embargo de armas
El Consejo de Seguridad acordó modificar el párrafo 11 de la resolución 1970 sobre el embargo de armas de tal modo que se autorizaba a todos los Estados miembros a inspeccionar, en su territorio o en alta mar, los buques y aeronaves con destino u origen Libia que pudieran ser sospechosos de contener artículos prohibidos en virtud del embargo de armas existente. Se exhortó también a los Estados miembros a impedir el ingreso de personal mercenario armado en Libia.

## Consecuencias

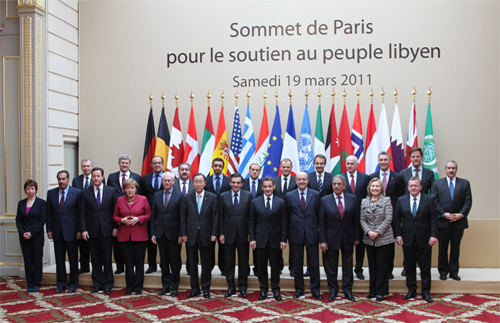
Líderes y representantes de países y organizaciones supranacionales (Unión Europea y Liga Árabe) reunidos el 19 de marzo de 2011 en el Palacio del Elíseo para definir la estrategia diplomática y militar.

Horas después de la aprobación, el gobierno libio, por medio de su ministro de asuntos exteriores Musa Kusa, anunció un inmediato alto el fuego acatando la resolución 1973 del Consejo de Seguridad. Según el gobierno libio, como miembro de pleno derecho de las Naciones Unidas estaba obligado al cumplimiento de la resolución aunque ésta, en su opinión, contravenía la Carta y suponía una violación de su soberanía nacional. El alto el fuego fue cuestionado por varios países occidentales ya que se sostenía que fuerzas leales a Gadafi continuaban su ofensiva contra la ciudad de Bengasi.
El 19 de marzo varios representantes de gobiernos occidentales se reunieron en París y Bruselas para concretar las acciones militares. Varios países se comprometieron a aportar aeronaves y buques de guerra para hacer cumplir el embargo de armas y la zona de exclusión aérea, cuestiones contempladas en la resolución 1970 y la resolución 1973 de la ONU. Esa misma noche se inició la Zona de exclusión aérea sobre Libia, mediante la cual la comunidad internacional procuró el cumplimiento de la resolución, y se realizaron ataques contra instalaciones de defensa aérea del ejército libio. Las primeras acciones militares fueron realizadas por Estados Unidos, Francia y Reino Unido.

## Votación
| A favor (10) | Abstención (5)                                | En contra (0) |
| --- | --------------------------------------------- | ------------- |
| - Bosnia y Herzegovina - Colombia - Estados Unidos* - Francia* - Gabón - Líbano - Nigeria - Portugal - Reino Unido* - Sudáfrica | - Alemania - Brasil - China* - India - Rusia* |               |

 * Miembros permanentes del Consejo de Seguridad.

## Posiciones de los cinco miembros permanentes del Consejo de Seguridad
- Estados Unidos: La actitud de Estados Unidos en el ataque fue marcada por la prudencia. Estados Unidos no tiene intereses significativos en Libia, por ello su apoyo a la intervención no parece haber sido motivada por oscuros intereses estratégicos o económicos, como fueron las intervenciones en Afganistán e Irak. Obama ha querido distanciarse así de su predecesor George Bush y se ha cuidado en todo momento de subrayar el carácter de “guerra justa” que tiene el ataque. Además, ha evitado liderar la operación, consciente del temor de la opinión pública estadounidense de que su gobierno se enfrasque en una tercera guerra en un país musulmán.[5]

- Francia: Sarkozy fue el principal promotor de la intervención en Libia. Su tibia reacción ante las revoluciones tunecina y egipcia, junto con los escándalos relativos a las conexiones entre su exministra de exteriores, Michèlle Alliot-Marie y el entorno de Ben Ali, han empujado a Sarkozy a intentar mejorar su depauperada imagen, de cara a las elecciones generales del próximo año.[5]

- Reino Unido: El recién llegado a Downing Street, David Cameron, fue uno de los principales promotores de la intervención. Cameron se aseguró de evitar cualquier paralelismo con Irak, subrayando, al igual que su en todo momento el carácter legal y justificado de la intervención. Sin duda este ataque reforzará la figura de Cameron y le ayudará distanciarse de Tony Blair, cuya imagen quedará para siempre vinculada con la guerra de Irak.[5]

- Rusia: La abstención de Rusia provocó el primer el conflicto público entre Vladímir Putin, primer ministro de Rusia, y Dmitri Medvédev, el actual presidente. Así pues, mientras Putin criticaba el ataque y lo tachaba de “nueva cruzada medieval”, Medvédev defendía las resoluciones diciendo que habían sido “equilibradas y absolutamente ponderadas”. Esto muestra las disensiones que el apoyo a la medida han supuesto en el país, siempre opuesto a todo tipo de intervención en los asuntos internos. Cabe por tanto la posibilidad de que Medvedev quiera distanciarse de los posicionamientos inflexibles de su predecesor, un acérrimo defensor de una soberanía estatal absoluta.[5]

- China: Al igual que Rusia, China se abstuvo y no utilizó su derecho a veto para bloquear la resolución que permitió la intervención en Libia. Sin embargo, en las declaraciones de la Embajada china en España con respecto a la intervención, se dejaba muy claro que China se oponía al uso de la fuerza en las relaciones internacionales.[5]